# ربکا کوک
ربکا کوک (به انگلیسی: Rebecca Cooke) (زادهٔ ۲۴ ژوئن ۱۹۸۳) شناگر اهل بریتانیا است.